# Antonomazija
Antonomazija (grško ἀντονομασία - antonomázein - imenovanje stvari z novim imenom) je retorična figura, pri kateri z osebnim imenom zamenjamo občno ime; ali obratno, uporaba osebnega imena namesto nekega splošnega pojma.

## Primeri
- "Sin Peleja" - Ahil
- "Filozof" - Aristotel
- "Železna lady" - Margaret Thatcher
- "Führer" - Adolf Hitler
- "Kralj popa" - Michael Jackson
- "Kraljica popa" - Madonna
- "Il Duce" - Benito Mussolini
- "Železni kancelar" - Otto von Bismarck
- "Večno mesto" - Rim
- "Mesto svetlobe" - Pariz
- "Veliko jabolko" - New York